# Wen Boren
Pour les articles homonymes, voir Boren.

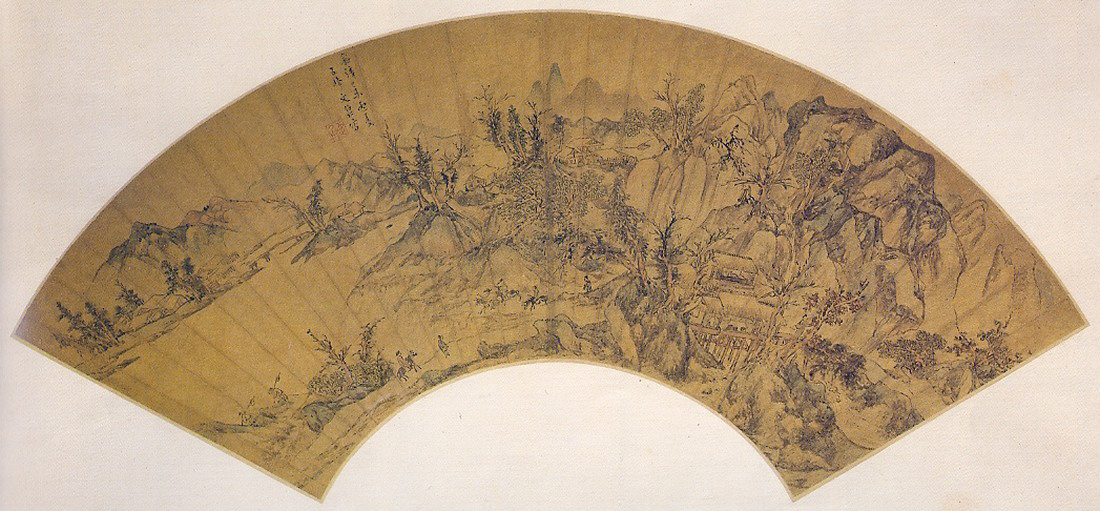
Paysage (1559) par le peintre chinois Wen Boren

Wen Boren ou Wen Po-jen, surnom: Decheng, noms de pinceau: Wufen, Baosheng et Sheshan Laonong, né en 1502, mort en 1575 ou probablement en 1588 comme le laisse supposer la datation de certaines de ses œuvres. L'écart est important mais les investigations d'experts et d'historiens le réduiront plus précisément. Peintre Chinois, dynastie Ming, XVIe siècle.

## Biographie
Neveu et disciple de Wen Zhengming et cousin de Wen Jia fils de ce dernier. Il a une grande réputation de peintre et est certainement le disciple le plus intéressant du maître. Il est néanmoins très critiqué à cause de son tempérament incontrôlé, irascible et querelleur. Il reprend dans ses paysages, la tradition de Shen Zhou et des paysages de montagne grandioses de Wang Meng.

## Influence
A Wen Zhengming, il emprunte l'usage complexe des textures sèches, avec plus de grandeur; son intérêt pour l'atmosphère et les compositions spacieuses semble devoir beaucoup aux maîtres Yuan. Ses peintures datées, des paysages pour la plupart, s'échelonnent entre 1526 et 1580; ce sont des sites de montagnes escarpées, soit des vues de rivière, qui donnent au lettré l'impression de se promener dans le site réel.
Son chef-d'œuvre est un ensemble célèbre conservé au Musée national de Tōkyō intitulé, Siwan, c'est-à-dire des illustrations des quatre saisons dans leurs dix mille phénomènes naturels. C'est ainsi que le printemps est représenté par dix mille pins, l'été par dix bambous luxuriants au bord d'une rivière, l'automne par dix mille vagues claires, l'hiver enfin par des pics innombrables sous la neige qui surplombent une rivière gelée.
Ces peintures portent toutes une inscription de Dong Qichang et l'une d'elles, l'hiver, est datée 1551. C'est sans doute une des réussites les plus remarquables de la peinture de paysage; l'été par exemple, est une magnifique composition de bambous, qui serpentent comme une mélodie au bord de la rivière, avec des jeux d'encre allant du noir profond à un gris presque blanc, des points de noir sombre au pied des bambous faisant chanter la vibration du vent dans les feuilles. Rarement, dans un paysage, l'air circule-t-il avec autant d'aisance, de mouvement, de légèreté, avec autant de retenue et de subtilité.

## Musées
- Cleveland (Mus. of Art):

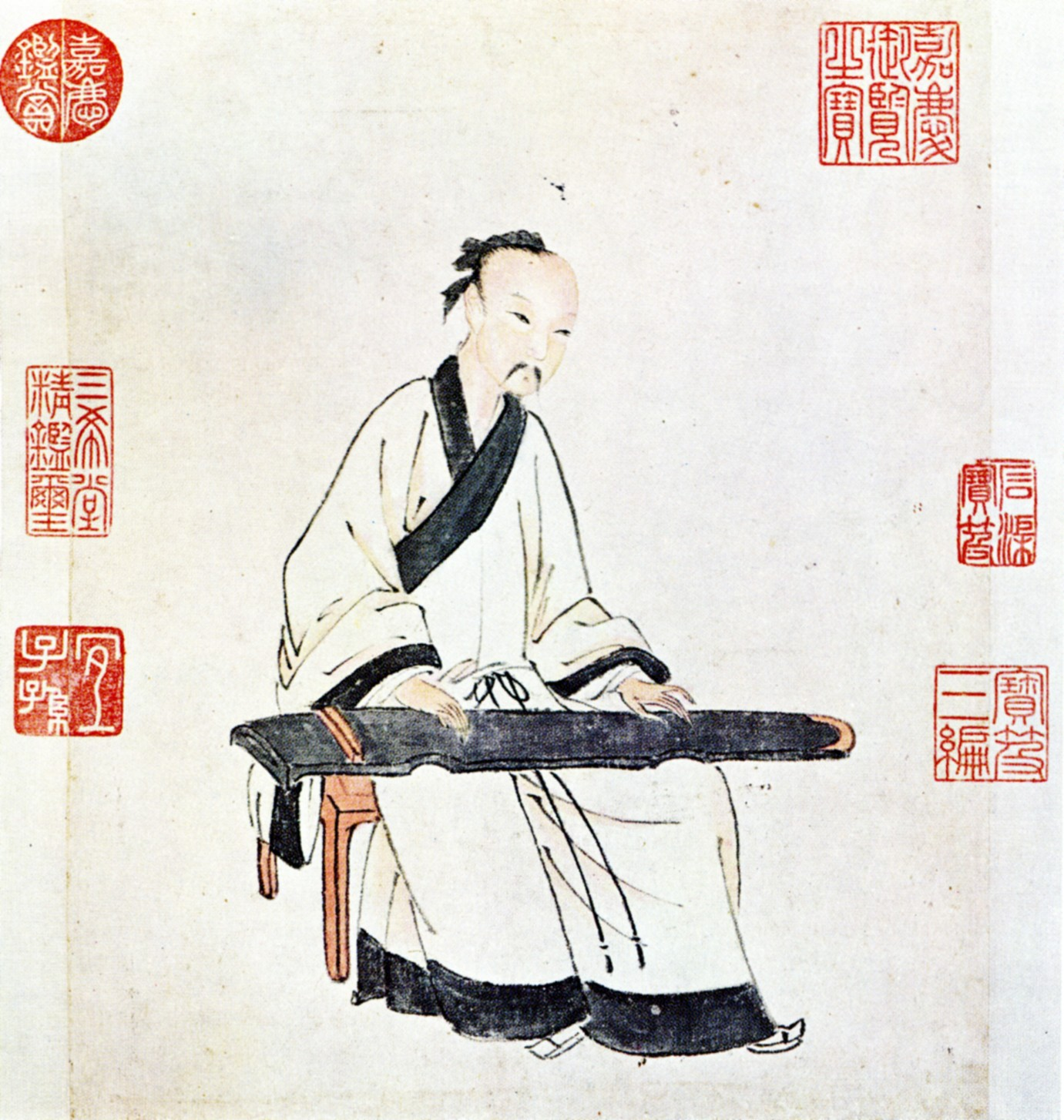
Yang Jijing (杨季静) joue du luth (1528) par le peintre Wen Boren

  - La montagne des immortels, signé et daté 1531, encre et couleurs légères sur soie, d'après Wang Meng.
  - Le chant du luth, encre et couleurs légères sur soie, sur un poème de Bo Juyi, rouleau en longueur.
- New York: (Metropolitan Museum of Art):
  - Paysage de rivière, signé et daté 1528, petit rouleau en longueur.
  - Paysage de rivière avec personnages sur un pont, rouleau miniature signé.
- Paris Mus. Guimet:
  - Paysage de rivière avec pavillon construit au-dessus d'une rivière, encre et couleurs légères sur papier d'or, éventail, poème du peintre daté 1548.
  - Paysage de montagne avec voyageurs chevauchant le long d'une rivière, signé et daté 1559, encre et couleurs légères sur papier d'or, éventail.
- Pékin (Mus. du Palais):
  - Temple dans les rochers, daté 1568, encre et couleurs sur papier, rouleau en longueur.
  - Vue du lac Taihu, signé et daté 1569.
  - Montagnes rocheuses et eaux cascadantes, signé.
- Seattle Art Mus.:
  - Paysage de rivière et montagnes abruptes, signé et daté 1561, encre et couleur sur papier.
- Shanghai:
  - Les pêcheurs solitaires sur la rivière aux berges fleuries, daté 1569, couleurs légères sur papier, rouleau en hauteur.
- Stockholm  (Nat. Mus.):
  - Paysage de montagne, signé et daté 1548.
- Taipei (Nat. Palace Mus.):
  - Yang Jijing jouant du luth, inscription du peintre signée et datée 1528.
  - Vaste vue de rivière, signé et daté 1547.
  - L'Île Dongting sur le lac Taihu, poèmes dont un du peintre et un de Xie Shizhen daté 1559.
  - L'Île Fenghu, signé et daté 1563.
  - Hutte en bambous sur le Songgang, signé et daté 1564, couleurs légères.
  - Paysage, signé et daté 1564, poème daté 1570.
  - Paysage de printemps, signé et daté 1568.
  - Paysage du sixième mois, signé et daté 1568.
  - Paysage, signé et daté 1570.
  - Douze illustrations de poèmes anciens, dernière œuvre étant datée 1570 ou 1572.
  - Paysage avec personnages, signé et daté 1580.
  - La montagne des Immortels,
  - Homme marchant à l'ombre des pins,
  - Taoïsté brulant de l'encens sur la montagne de l'immortalité, encre et couleurs légères, signé.
- Tōkyō  (Nat. Mus.):
  - Siwan, paysage des quatre saisons, quatre rouleaux en longueur, dont un est signé et daté 1551.